# Carole Montilletová
Carole Montilletová-Carlesová (* 7. dubna 1973, Corrençon-en-Vercors) je bývalá francouzská alpská lyžařka. Na olympijských hrách v Salt Lake City roku 2002 vyhrála závod ve sjezdu. Ve světovém poháru vyhrála jeden malý křišťálový glóbus, roku 2003 v super obřím slalomu. Sezónu poté byla v této disciplíně celkově druhá. V roce 2001 třetí. Třetí celkové místo obsadila jednou i ve sjezdu, v roce 2004. Ve světovém poháru vyhrála osm závodů, 25krát stála na stupních vítězů. Jejím nejlepším výsledkem na mistrovství světa bylo třetí místo v týmové soutěži roku 2005, v individuálních disciplínách to bylo čtvrté místo v super obřím slalomu roku 1997. Na hrách v Salt Lake City byla vlajkonoškou francouzské výpravy. Vítězství na těchto hrách věnovala své zesnulé týmové kolegyni Régine Cavagnoudové, která zemřela po pádu na tréninku před čtyřmi měsíci. Sama utrpěla zranění při tréninku na sjezd na Zimních olympijských hrách 2006 a byla evakuována vrtulníkem do nedaleké nemocnice. Utrpěla zranění žeber, zad a obličeje, ale přesto se rozhodla obhajovat svůj titul o dva dny později, Skončila 28. Toho roku také ukončila závodní kariéru.